# David Turoň
David Turoň (ur. 4 października 1983 w Hawierzowie) – czeski hokeista.

## Kariera
- HC Hawierzów U18 (1999-2000)
- HC Hawierzów U20 (2000-2002)
- HC Hawierzów (2001-2002)
- Portland Winterhawks (2002-2003)
- St. John’s Maple Leafs (2003-2004)
- Memphis RiverKings (2003-2004)
- Pensacola Ice Pilots (2004-2006)
- Louisiana IceGators (2005)
- Toronto Marlies (2005-2006)
- Orli Znojmo (2006)
- Slavia Praga (2006)
- HC Ołomuniec (2006)
- MsHK Žilina (2006-2007)
- HK Poprad (2007-2008)
- MsHK Żylina (2008-2010)
- HK Dukla Trenczyn (2010)
- Lausitzer Füchse (2010-2011)
- SHC Fassa (2011-2013)
- HC Merano (2013-2014)
- SHC Fassa (2014)
- Ciarko PBS Bank KH Sanok (2014-2015)
- Dundee Stars (2015-2016)
- Cracovia (2016)
- Fife Flyers (2016-2017)
- Polonia Bytom (2017-2019)
- Zagłębie Sosnowiec (2019)

Wychowanek klubu HC Hawierzów w rodzinnym mieście. W drafcie NHL z 2002 został wybrany przez Toronto Maple Leafs, po czym od tego roku przez cztery lata występował w ligach północnoamerykańskich: do 2003 jeden sezon w kanadyjskiej lidze juniorskiej WHL w ramach CHL (w drafcie do CHL został wybrany z numerem 39), następnie przez trzy sezony w amerykańskich ligach AHL, CHL i ECHL. W 2005 powrócił do Europy i od tego czasu występował w ekstralidze czeskiej, w ekstralidze słowackiej, niemieckiej 2. Bundeslidze, włoskiej Serie A1. Od października 2014 zawodnik Ciarko PBS Bank KH Sanok w rozgrywkach Polskiej Hokej Ligi. Odszedł z klubu po zakończeniu sezonu 2014/2015. Od sierpnia 2015 do stycznia 2016 zawodnik szkockiego klubu Dundee Stars w brytyjskich rozgrykwach Elite Ice Hockey League. Od końca stycznia 2016 zawodnik Cracovii. Od czerwca 2016 do końca stycznia 2017 zawodnik Fife Flyers. Od końca stycznia 2017 zawodnik Polonii Bytom. W styczniu 2019 został zawodnikiem Zagłębia Sosnowiec. Zwolniony z tego klubu w listopadzie 2019.
Występował w juniorskich kadrach Czech. Uczestniczył w turniejach mistrzostw świata juniorów do lat 18 w 2001 oraz mistrzostw świata juniorów do lat 20 w 2003.

## Sukcesy
Klubowe
- Finał Pucharu Polski: 2014 z Ciarko PBS Bank KH Sanok
- Złoty medal mistrzostw Polski: 2016 z Cracovią
- Brązowy medal mistrzostw Polski: 2017 z Polonią Bytom

Indywidualne
- Polska Hokej Liga (2014/2015):
  - Trzecie miejsce w klasyfikacji strzelców wśród obrońców w sezonie zasadniczym: 9 goli